# Condado de Superunda
El condado de Superunda es un título nobiliario español, creado por el rey Fernando VI de España, por real cédula de 8 de febrero de 1748, a favor de José Antonio Manso de Velasco y Sánchez de Samaniego, teniente general, virrey del Perú y caballero de la Orden de Santiago. Este título obtuvo la grandeza de España de la reina Isabel II de España el 16 de diciembre de 1866.
La denominación del título fue, originalmente, condado de San Salvador, concedido con el vizcondado previo de Fuente Tapia. El rey Fernando VI aceptó la denominación de conde de Superunda (sobre las olas), elegida por el poseedor, «en razón de los servicios de la reconstrucción de la fortaleza del Callao, que en algunas biografías se atribuye a la construcción que elevó sobre el terreno que ocuparon las olas al desbordarse el mar».

## Condes de Superunda
|                                          | Titular                                              | Periodo                  |                          |
| Creación por Fernando VI                 | Creación por Fernando VI                             | Creación por Fernando VI | Creación por Fernando VI |
| ---------------------------------------- | ---------------------------------------------------- | ------------------------ | ------------------------ |
| I                                        | José Antonio Manso de Velasco y Sánchez de Samaniego | 1747-1767                |                          |
| II                                       | Diego Antonio Manso de Velasco y Crespo de Ortega    | 1767-1789                |                          |
| III                                      | José María Manso de Velasco del Águila y Chaves      | 1789-1794                |                          |
| IV                                       | José María Manso de Velasco y Chaves                 | 1794-1852                |                          |
| V                                        | José Ignacio Manso de Velasco y Chaves               | 1856-1866                |                          |
| Grandeza perpetua otorgada por Isabel II |                                                      |                          |                          |
| V                                        | José Ignacio Manso de Velasco y Chaves               | 1866-1895                |                          |
| VI                                       | Alberto Manso de Velasco y Chaves                    | 1896-1922                |                          |
| VII                                      | Ignacio de Gortázar y Manso de Velasco               | 1925-1971                |                          |
| VIII                                     | Manuel María de Gortázar y Landecho                  | 1973-1994                |                          |
| IX                                       | Ignacio María de Gortázar e Ybarra                   | 1998-2006                |                          |
| X                                        | Gabriel María de Gortázar y Giménez                  | 2007-actual titular      |                          |

## Historia de los condes de Superunda

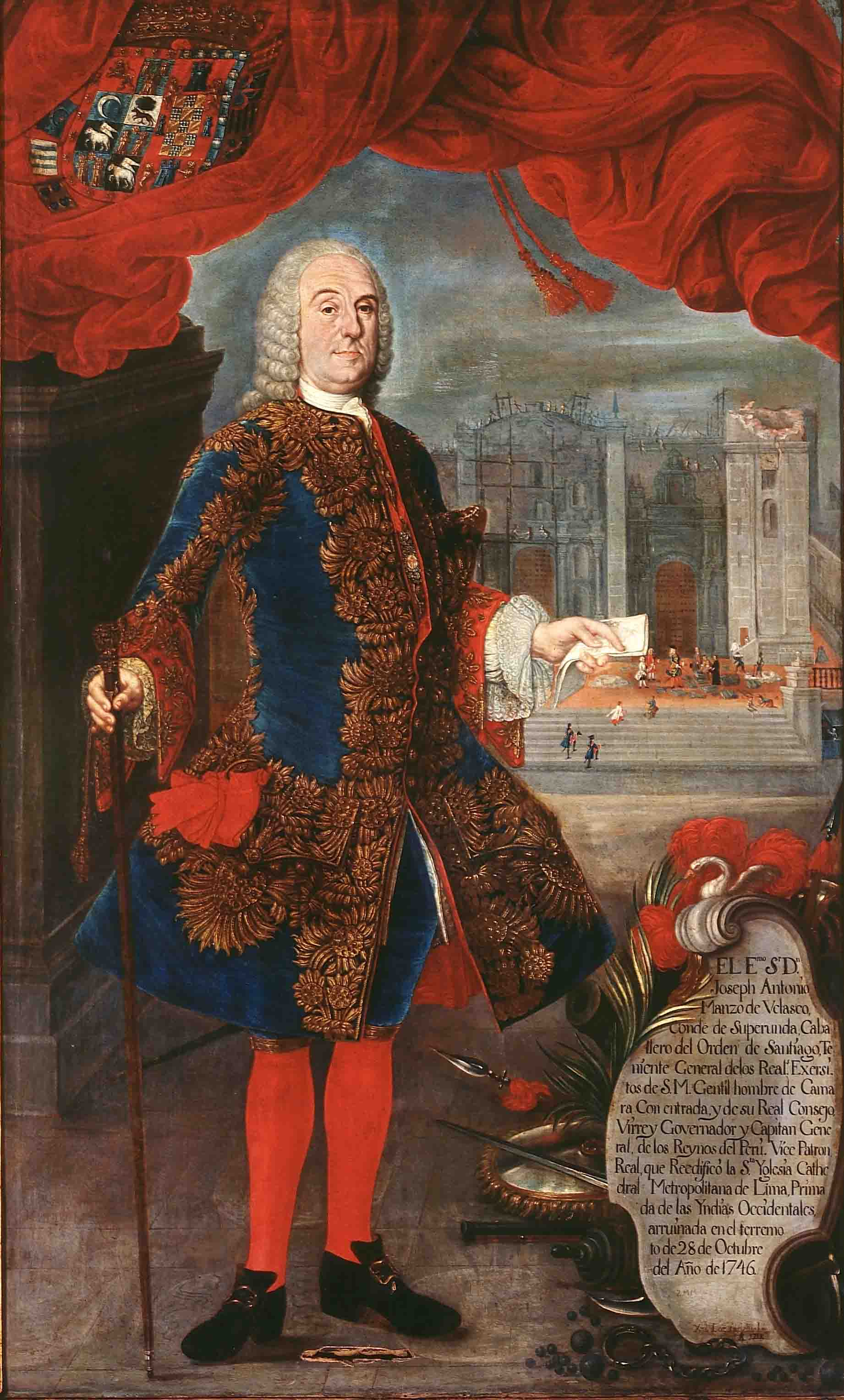
I conde de Superunda

- José Antonio Manso de Velasco y Sánchez de Samaniego (1688-Priego, 5 de enero de 1767[3]), I conde de Superunda,[4][1] teniente general, virrey del Perú[4] y caballero de la Orden de Santiago. Era hijo de Diego Sáenz Manso y Velasco y de Ambrosia María Sánchez de Samaniego.[5]

Soltero, sin descendencia, le sucedió su sobrino, hijo de su hermano Diego Manso de Velasco y Sánchez de Samaniego y de Manuela Juana Crespo de Ortega:
- Diego Antonio Manso de Velasco y Crespo de Ortega (1723-23 de septiembre de 1789), II conde de Superunda[4][1] y capitán de fragata de la Armada española y caballero de la Orden de Santiago.[2]

Casó, el 9 de febrero de 1755, con Juana del Águila y Chaves (1736-1795), III marquesa de Bermudo. Le sucedió su hijo:
- José María Manso de Velasco del Águila y Chaves (1757-1 de diciembre de 1794), III conde de Superunda[4][1] y IV marqués de Bermudo.

Casó, el 6 de noviembre de 1779, con María de los Dolores de Chaves y Contreras (m. 1825). Una hija de este matrimonio, Bernarda Manso de Velasco y Chaves, fue pintora, académica de honor y de mérito de la Real Academia de Bellas Artes de San Fernando y marquesa consorte como esposa de Nicolás Cayetano Centurión y Vera de Aragón, IX marqués de Lapilla y VIII marqués de Monesterio. Le sucedió su hijo:
- José María Manso de Velasco y Chaves (Madrid, 26 de marzo de 1796-17 de enero de 1852), IV conde de Superunda[4], V marqués de Bermudo, alférez de la Milicia Nacional y caballero de la Orden de Isabel la Católica.[7]

Casó, el 27 de junio de 1817, con María de los Dolores de Chaves y Artacho (Segovia, 13 de noviembre de 1797-1861), dama noble de la Orden de la Reina María Luisa, hija de Victorino María de Chaves y Contreras, III marqués de Quintanar, y de María de la Fuencisla de Artacho y Chaves, condesa de Santibáñez. En 2 de abril de 1856, le sucedió su hijo:
- José María Manso de Velasco y Chaves (Burdeos, 9 de marzo de 1825-13 de marzo de 1895), V conde de Superunda, grande de España, [4][1] VI marqués de Bermudo, gentilhombre de cámara, diputado y senador del Reino.[7]

Casó, el 28 de abril de 1851, con Isabel María Cristina Queipo de Llano y Gayoso de los Cobos (Madrid, 9 de septiembre de 1836-15 de agosto de 1899), hija de José María Queipo de Llano y Ruiz de Saravia, conde de Toreno y vizconde de Catarrosa, grande de España, y de María del Pilar Gayoso de los Cobos y Téllez-Girón, marquesa de Camarasa, grande de España. Sin descendencia, en 1896, le sucedió su hermano:
- Alberto Manso de Velasco y Chaves (7 de agosto de 1834-1922), VI conde de Superunda, grande de España,[1] VII marqués de Bermudo, V marqués de Rivas del Jarama caballero de la Orden de Calatrava, maestrante de Sevilla, gentilhombre de cámara con ejercicio y servidumbre, diputado a cortes,[10] senador del Reino y caballero de la Orden del Toisón de Oro.[9]

Casó, el 16 de julio de 1871, con María de la Piedad Téllez-Girón y Fernández de Velasco (1847-1897), XVII duquesa de Medina de Rioseco, y XIV condesa de Peñaranda de Bracamonte. Sin descendencia, le sucedió el 17 de julio de 1925 su sobrino nieto:
- Ignacio de Gortázar y Manso de Velasco (1881-17 de julio de 1971), VII conde de Superunda, grande de España.[9][1] Era hijo de Manuel María de Gortázar y Munibe, alcalde de Bilbao y presidente de la Diputación de Vizcaya, y de Susana Manso de Velasco y Salazar, sobrina paterna del VI conde.[11]

Casó, el 8 de diciembre de 1907, con Ángela de Landecho y Allendesalazar (1885-1968). Le sucedió su hijo el 8 de enero de 1973:
- Manuel María de Gortázar y Landecho (1909-16 de octubre de 1994), VIII conde de Superunda, grande de España.[9][1]

Casó, el 8 de noviembre de 1932, con María del Rosario Ybarra y Bergé (1908-1995). Le sucedió su hijo en 1998:
- Ignacio María de Gortázar e Ybarra (1933-18 de septiembre de 2006), IX conde de Superunda, grande de España.[9]

Casó en primeras nupcias, en mayo de 1964, con Leonor Giménez Mina. Contrajo un segundo matrimonio, el 18 de agosto de 1989, con María Victoria Losada Doval. Le sucedió su hijo del primer matrimonio el 27 de diciembre de 2006:
- Gabriel María de Gortázar y Giménez (n. 1966), X conde de Superunda, grande de España.[1][12]

Casó, el 1 de agosto de 2000, con Angelina de Faverau de Jeneret.

## Árbol genealógico
| }} \| Diego Sáenz Manso y Calderón (1622-1681) \| \| \| \| \| \| \| \| \| \| \| \| \| \| \| \| \| \| \| \| \| \| \| \| \| \| \| \| \| \| \| \| \| \| \| \| \| \| \| \| \| \| \| \| \| \| \| \| \| \| \| \| \| \| \| \| \| \| \| \| \| \| \| \| \| \| \| \| \| \| \| \| \| \| \| \| \| \| \| \| \| \| \| \| \| \| \| \| \| \| \| \| \| \| \| \| \| \| \| \| \| \| \| \| \| \| \| \| \| \| \| \| \| \| \| \| \| \| \| \| \| \| \| \| \| \| \| \| \| \| \| \| \| \| \| \| \| \| \| \| \| \| \| \| \| \| \| \| \| \| \| \| \| \| \| \| \| \| \| \| \| \| \| \| \| \| \| \| \| \| \| \| \| \| \| \| \| \| \| \| \| \| \| \| \| \| \| \| \| \| \| \| \| \| \| \| \| \| \| \| \| \| \| \| \| \| \| Diego Manso de Velasco y Torres (1653- ¿? ) \| Diego Manso de Velasco y Torres (1653- ¿? ) \| Diego Manso de Velasco y Torres (1653- ¿? ) \| Diego Manso de Velasco y Torres (1653- ¿? ) \| Diego Manso de Velasco y Torres (1653- ¿? ) \| Diego Manso de Velasco y Torres (1653- ¿? ) \| \| \| \| \| \| \| \| \| \| \| \| \| \| \| \| \| \| \| \| \| \| \| \| \| \| \| \| \| \| \| \| \| \| \| Catalina Sáenz Manso de Velasco y Torres ( ¿? - ¿? ) \| Catalina Sáenz Manso de Velasco y Torres ( ¿? - ¿? ) \| Catalina Sáenz Manso de Velasco y Torres ( ¿? - ¿? ) \| Catalina Sáenz Manso de Velasco y Torres ( ¿? - ¿? ) \| Catalina Sáenz Manso de Velasco y Torres ( ¿? - ¿? ) \| Catalina Sáenz Manso de Velasco y Torres ( ¿? - ¿? ) \| \| \| \| \| \| \| \| \| \| \| \| \| \| \| \| \| \| \| \| \| \| \| \| Diego Manso de Velasco y Torres (1653- ¿? ) \| Diego Manso de Velasco y Torres (1653- ¿? ) \| Diego Manso de Velasco y Torres (1653- ¿? ) \| Diego Manso de Velasco y Torres (1653- ¿? ) \| Diego Manso de Velasco y Torres (1653- ¿? ) \| Diego Manso de Velasco y Torres (1653- ¿? ) \| \| \| \| \| \| \| \| \| \| \| \| \| \| \| \| \| \| \| \| \| \| \| \| \| \| \| \| \| \| \| \| \| \| \| Catalina Sáenz Manso de Velasco y Torres ( ¿? - ¿? ) \| Catalina Sáenz Manso de Velasco y Torres ( ¿? - ¿? ) \| Catalina Sáenz Manso de Velasco y Torres ( ¿? - ¿? ) \| Catalina Sáenz Manso de Velasco y Torres ( ¿? - ¿? ) \| Catalina Sáenz Manso de Velasco y Torres ( ¿? - ¿? ) \| Catalina Sáenz Manso de Velasco y Torres ( ¿? - ¿? ) \| \| \| \| \| \| \| \| \| \| \| \| \| \| \| \| \| \| \| \| \| \| \| \| \| \| \| \| \| \| \| \| \| \| \| \| \| \| \| \| \| \| \| \| \| \| \| \| \| \| \| \| \| \| \| \| \| \| \| \| \| \| \| \| \| \| \| \| \| \| \| \| \| \| \| \| \| \| \| \| \| \| \| \| \| \| \| \| \| \| \| \| \| José Antonio Manso de Velasco y Sánchez de Samaniego I conde de Superunda (1688-1767) \| José Antonio Manso de Velasco y Sánchez de Samaniego I conde de Superunda (1688-1767) \| José Antonio Manso de Velasco y Sánchez de Samaniego I conde de Superunda (1688-1767) \| José Antonio Manso de Velasco y Sánchez de Samaniego I conde de Superunda (1688-1767) \| José Antonio Manso de Velasco y Sánchez de Samaniego I conde de Superunda (1688-1767) \| José Antonio Manso de Velasco y Sánchez de Samaniego I conde de Superunda (1688-1767) \| \| \| Diego Manso de Velasco y Sánchez de Samaniego (1685-1757) \| Diego Manso de Velasco y Sánchez de Samaniego (1685-1757) \| Diego Manso de Velasco y Sánchez de Samaniego (1685-1757) \| Diego Manso de Velasco y Sánchez de Samaniego (1685-1757) \| Diego Manso de Velasco y Sánchez de Samaniego (1685-1757) \| Diego Manso de Velasco y Sánchez de Samaniego (1685-1757) \| \| \| \| \| \| \| \| \| \| \| \| \| \| \| \| \| \| \| \| \| \| \| \| \| \| \| Ana María Robles Heredia y Sáenz Manso (1676- ¿? ) \| Ana María Robles Heredia y Sáenz Manso (1676- ¿? ) \| Ana María Robles Heredia y Sáenz Manso (1676- ¿? ) \| Ana María Robles Heredia y Sáenz Manso (1676- ¿? ) \| Ana María Robles Heredia y Sáenz Manso (1676- ¿? ) \| Ana María Robles Heredia y Sáenz Manso (1676- ¿? ) \| \| \| \| \| \| \| \| \| \| \| \| \| \| \| \| \| \| \| \| \| \| \| \| José Antonio Manso de Velasco y Sánchez de Samaniego I conde de Superunda (1688-1767) \| José Antonio Manso de Velasco y Sánchez de Samaniego I conde de Superunda (1688-1767) \| José Antonio Manso de Velasco y Sánchez de Samaniego I conde de Superunda (1688-1767) \| José Antonio Manso de Velasco y Sánchez de Samaniego I conde de Superunda (1688-1767) \| José Antonio Manso de Velasco y Sánchez de Samaniego I conde de Superunda (1688-1767) \| José Antonio Manso de Velasco y Sánchez de Samaniego I conde de Superunda (1688-1767) \| \| \| Diego Manso de Velasco y Sánchez de Samaniego (1685-1757) \| Diego Manso de Velasco y Sánchez de Samaniego (1685-1757) \| Diego Manso de Velasco y Sánchez de Samaniego (1685-1757) \| Diego Manso de Velasco y Sánchez de Samaniego (1685-1757) \| Diego Manso de Velasco y Sánchez de Samaniego (1685-1757) \| Diego Manso de Velasco y Sánchez de Samaniego (1685-1757) \| \| \| \| \| \| \| \| \| \| \| \| \| \| \| \| \| \| \| \| \| \| \| \| \| \| \| Ana María Robles Heredia y Sáenz Manso (1676- ¿? ) \| Ana María Robles Heredia y Sáenz Manso (1676- ¿? ) \| Ana María Robles Heredia y Sáenz Manso (1676- ¿? ) \| Ana María Robles Heredia y Sáenz Manso (1676- ¿? ) \| Ana María Robles Heredia y Sáenz Manso (1676- ¿? ) \| Ana María Robles Heredia y Sáenz Manso (1676- ¿? ) \| \| \| \| \| \| \| \| \| \| \| \| \| \| \| \| \| \| \| \| \| \| \| \| \| \| \| \| \| \| \| \| \| \| \| \| \| \| \| \| \| \| \| \| \| \| \| \| \| \| \| \| \| \| \| \| \| \| \| \| \| \| \| \| \| \| \| \| \| \| \| \| \| \| \| \| \| \| \| \| \| \| \| \| \| \| \| \| \| \| \| \| \| \| \| \| \| \| \| \| \| Diego Antonio Manso de Velasco y Crespo de Ortega II conde de Superunda (1723-17891) \| Diego Antonio Manso de Velasco y Crespo de Ortega II conde de Superunda (1723-17891) \| Diego Antonio Manso de Velasco y Crespo de Ortega II conde de Superunda (1723-17891) \| Diego Antonio Manso de Velasco y Crespo de Ortega II conde de Superunda (1723-17891) \| Diego Antonio Manso de Velasco y Crespo de Ortega II conde de Superunda (1723-17891) \| Diego Antonio Manso de Velasco y Crespo de Ortega II conde de Superunda (1723-17891) \| \| \| \| \| \| \| \| \| \| \| \| \| \| \| \| \| \| \| Félix José Antonio Manso de Velasco y Crespo de Ortega ( ¿? - ¿? ) \| Félix José Antonio Manso de Velasco y Crespo de Ortega ( ¿? - ¿? ) \| Félix José Antonio Manso de Velasco y Crespo de Ortega ( ¿? - ¿? ) \| Félix José Antonio Manso de Velasco y Crespo de Ortega ( ¿? - ¿? ) \| Félix José Antonio Manso de Velasco y Crespo de Ortega ( ¿? - ¿? ) \| Félix José Antonio Manso de Velasco y Crespo de Ortega ( ¿? - ¿? ) \| \| \| Juan Francisco Paternina y Robles-Medrano (1706- ¿? ) \| Juan Francisco Paternina y Robles-Medrano (1706- ¿? ) \| Juan Francisco Paternina y Robles-Medrano (1706- ¿? ) \| Juan Francisco Paternina y Robles-Medrano (1706- ¿? ) \| Juan Francisco Paternina y Robles-Medrano (1706- ¿? ) \| Juan Francisco Paternina y Robles-Medrano (1706- ¿? ) \| \| \| \| \| \| \| \| \| \| \| \| \| \| \| \| \| \| \| \| \| \| \| \| \| \| \| \| \| \| \| \| Diego Antonio Manso de Velasco y Crespo de Ortega II conde de Superunda (1723-17891) \| Diego Antonio Manso de Velasco y Crespo de Ortega II conde de Superunda (1723-17891) \| Diego Antonio Manso de Velasco y Crespo de Ortega II conde de Superunda (1723-17891) \| Diego Antonio Manso de Velasco y Crespo de Ortega II conde de Superunda (1723-17891) \| Diego Antonio Manso de Velasco y Crespo de Ortega II conde de Superunda (1723-17891) \| Diego Antonio Manso de Velasco y Crespo de Ortega II conde de Superunda (1723-17891) \| \| \| \| \| \| \| \| \| \| \| \| \| \| \| \| \| \| \| Félix José Antonio Manso de Velasco y Crespo de Ortega ( ¿? - ¿? ) \| Félix José Antonio Manso de Velasco y Crespo de Ortega ( ¿? - ¿? ) \| Félix José Antonio Manso de Velasco y Crespo de Ortega ( ¿? - ¿? ) \| Félix José Antonio Manso de Velasco y Crespo de Ortega ( ¿? - ¿? ) \| Félix José Antonio Manso de Velasco y Crespo de Ortega ( ¿? - ¿? ) \| Félix José Antonio Manso de Velasco y Crespo de Ortega ( ¿? - ¿? ) \| \| \| Juan Francisco Paternina y Robles-Medrano (1706- ¿? ) \| Juan Francisco Paternina y Robles-Medrano (1706- ¿? ) \| Juan Francisco Paternina y Robles-Medrano (1706- ¿? ) \| Juan Francisco Paternina y Robles-Medrano (1706- ¿? ) \| Juan Francisco Paternina y Robles-Medrano (1706- ¿? ) \| Juan Francisco Paternina y Robles-Medrano (1706- ¿? ) \| \| \| \| \| \| \| \| \| \| \| \| \| \| \| \| \| \| \| \| \| \| \| \| \| \| \| \| \| \| \| \| \| \| \| \| \| \| \| \| \| \| \| \| \| \| \| \| \| \| \| \| \| \| \| \| \| \| \| \| \| \| \| \| \| \| \| \| \| \| \| \| \| \| \| \| \| \| \| \| \| \| \| \| \| \| \| \| \| \| \| \| \| \| \| \| \| \| \| \| \| José María Manso de Velasco del Águila y Chaves III conde de Superunda (1757-1852) \| José María Manso de Velasco del Águila y Chaves III conde de Superunda (1757-1852) \| José María Manso de Velasco del Águila y Chaves III conde de Superunda (1757-1852) \| José María Manso de Velasco del Águila y Chaves III conde de Superunda (1757-1852) \| José María Manso de Velasco del Águila y Chaves III conde de Superunda (1757-1852) \| José María Manso de Velasco del Águila y Chaves III conde de Superunda (1757-1852) \| \| \| Joaquín Manso de Velasco del Águila y Chaves (1760-1796) \| Joaquín Manso de Velasco del Águila y Chaves (1760-1796) \| Joaquín Manso de Velasco del Águila y Chaves (1760-1796) \| Joaquín Manso de Velasco del Águila y Chaves (1760-1796) \| Joaquín Manso de Velasco del Águila y Chaves (1760-1796) \| Joaquín Manso de Velasco del Águila y Chaves (1760-1796) \| \| \| \| \| \| \| \| \| \| \| Mariano Antonio Manso de Velasco y Sánchez de Samaniego (1760-1834) \| Mariano Antonio Manso de Velasco y Sánchez de Samaniego (1760-1834) \| Mariano Antonio Manso de Velasco y Sánchez de Samaniego (1760-1834) \| Mariano Antonio Manso de Velasco y Sánchez de Samaniego (1760-1834) \| Mariano Antonio Manso de Velasco y Sánchez de Samaniego (1760-1834) \| Mariano Antonio Manso de Velasco y Sánchez de Samaniego (1760-1834) \| \| \| Manuel Francisco Paternina y Montoya señor de Fuenmayor (1772- ¿? ) \| Manuel Francisco Paternina y Montoya señor de Fuenmayor (1772- ¿? ) \| Manuel Francisco Paternina y Montoya señor de Fuenmayor (1772- ¿? ) \| Manuel Francisco Paternina y Montoya señor de Fuenmayor (1772- ¿? ) \| Manuel Francisco Paternina y Montoya señor de Fuenmayor (1772- ¿? ) \| Manuel Francisco Paternina y Montoya señor de Fuenmayor (1772- ¿? ) \| \| \| \| \| \| \| \| \| \| \| \| \| \| \| \| \| \| \| \| \| \| \| \| \| \| \| \| \| \| \| \| José María Manso de Velasco del Águila y Chaves III conde de Superunda (1757-1852) \| José María Manso de Velasco del Águila y Chaves III conde de Superunda (1757-1852) \| José María Manso de Velasco del Águila y Chaves III conde de Superunda (1757-1852) \| José María Manso de Velasco del Águila y Chaves III conde de Superunda (1757-1852) \| José María Manso de Velasco del Águila y Chaves III conde de Superunda (1757-1852) \| José María Manso de Velasco del Águila y Chaves III conde de Superunda (1757-1852) \| \| \| Joaquín Manso de Velasco del Águila y Chaves (1760-1796) \| Joaquín Manso de Velasco del Águila y Chaves (1760-1796) \| Joaquín Manso de Velasco del Águila y Chaves (1760-1796) \| Joaquín Manso de Velasco del Águila y Chaves (1760-1796) \| Joaquín Manso de Velasco del Águila y Chaves (1760-1796) \| Joaquín Manso de Velasco del Águila y Chaves (1760-1796) \| \| \| \| \| \| \| \| \| \| \| Mariano Antonio Manso de Velasco y Sánchez de Samaniego (1760-1834) \| Mariano Antonio Manso de Velasco y Sánchez de Samaniego (1760-1834) \| Mariano Antonio Manso de Velasco y Sánchez de Samaniego (1760-1834) \| Mariano Antonio Manso de Velasco y Sánchez de Samaniego (1760-1834) \| Mariano Antonio Manso de Velasco y Sánchez de Samaniego (1760-1834) \| Mariano Antonio Manso de Velasco y Sánchez de Samaniego (1760-1834) \| \| \| Manuel Francisco Paternina y Montoya señor de Fuenmayor (1772- ¿? ) \| Manuel Francisco Paternina y Montoya señor de Fuenmayor (1772- ¿? ) \| Manuel Francisco Paternina y Montoya señor de Fuenmayor (1772- ¿? ) \| Manuel Francisco Paternina y Montoya señor de Fuenmayor (1772- ¿? ) \| Manuel Francisco Paternina y Montoya señor de Fuenmayor (1772- ¿? ) \| Manuel Francisco Paternina y Montoya señor de Fuenmayor (1772- ¿? ) \| \| \| \| \| \| \| \| \| \| \| \| \| \| \| \| \| \| \| \| \| \| \| \| \| \| \| \| \| \| \| \| \| \| \| \| \| \| \| \| José María Manso de Velasco y Chaves IV conde de Superunda (1795-1862) \| José María Manso de Velasco y Chaves IV conde de Superunda (1795-1862) \| José María Manso de Velasco y Chaves IV conde de Superunda (1795-1862) \| José María Manso de Velasco y Chaves IV conde de Superunda (1795-1862) \| José María Manso de Velasco y Chaves IV conde de Superunda (1795-1862) \| José María Manso de Velasco y Chaves IV conde de Superunda (1795-1862) \| \| \| \| \| \| \| \| \| \| \| León Manso de Velasco y Munibe ( ¿? - ¿? ) \| León Manso de Velasco y Munibe ( ¿? - ¿? ) \| León Manso de Velasco y Munibe ( ¿? - ¿? ) \| León Manso de Velasco y Munibe ( ¿? - ¿? ) \| León Manso de Velasco y Munibe ( ¿? - ¿? ) \| León Manso de Velasco y Munibe ( ¿? - ¿? ) \| \| \| María Ángela Paternina y Gil-Delgado ( ¿? - ¿? ) \| María Ángela Paternina y Gil-Delgado ( ¿? - ¿? ) \| María Ángela Paternina y Gil-Delgado ( ¿? - ¿? ) \| María Ángela Paternina y Gil-Delgado ( ¿? - ¿? ) \| María Ángela Paternina y Gil-Delgado ( ¿? - ¿? ) \| María Ángela Paternina y Gil-Delgado ( ¿? - ¿? ) \| \| \| \| \| \| \| \| \| \| \| \| \| \| \| \| \| \| \| \| \| \| \| \| \| \| \| \| \| \| \| \| \| \| \| \| \| \| \| \| José María Manso de Velasco y Chaves IV conde de Superunda (1795-1862) \| José María Manso de Velasco y Chaves IV conde de Superunda (1795-1862) \| José María Manso de Velasco y Chaves IV conde de Superunda (1795-1862) \| José María Manso de Velasco y Chaves IV conde de Superunda (1795-1862) \| José María Manso de Velasco y Chaves IV conde de Superunda (1795-1862) \| José María Manso de Velasco y Chaves IV conde de Superunda (1795-1862) \| \| \| \| \| \| \| \| \| \| \| León Manso de Velasco y Munibe ( ¿? - ¿? ) \| León Manso de Velasco y Munibe ( ¿? - ¿? ) \| León Manso de Velasco y Munibe ( ¿? - ¿? ) \| León Manso de Velasco y Munibe ( ¿? - ¿? ) \| León Manso de Velasco y Munibe ( ¿? - ¿? ) \| León Manso de Velasco y Munibe ( ¿? - ¿? ) \| \| \| María Ángela Paternina y Gil-Delgado ( ¿? - ¿? ) \| María Ángela Paternina y Gil-Delgado ( ¿? - ¿? ) \| María Ángela Paternina y Gil-Delgado ( ¿? - ¿? ) \| María Ángela Paternina y Gil-Delgado ( ¿? - ¿? ) \| María Ángela Paternina y Gil-Delgado ( ¿? - ¿? ) \| María Ángela Paternina y Gil-Delgado ( ¿? - ¿? ) \| \| \| \| \| \| \| \| \| \| \| \| \| \| \| \| \| \| \| \| \| \| \| \| \| \| \| \| \| \| \| \| \| \| \| \| \| \| \| \| \| \| \| \| \| \| \| \| \| \| \| \| \| \| \| \| \| \| \| \| \| \| \| \| \| \| \| \| \| \| \| \| \| \| \| \| \| \| \| \| \| \| \| \| \| \| \| \| \| \| \| \| \| \| \| \| \| \| \| \| \| \| \| \| \| \| \| \| \| José Ignacio Manso de Velasco y Chaves V conde de Superunda (1828-1895) \| José Ignacio Manso de Velasco y Chaves V conde de Superunda (1828-1895) \| José Ignacio Manso de Velasco y Chaves V conde de Superunda (1828-1895) \| José Ignacio Manso de Velasco y Chaves V conde de Superunda (1828-1895) \| José Ignacio Manso de Velasco y Chaves V conde de Superunda (1828-1895) \| José Ignacio Manso de Velasco y Chaves V conde de Superunda (1828-1895) \| \| \| Alberto Manso de Velasco y Chaves VI conde de Superunda (1834-1922) \| Alberto Manso de Velasco y Chaves VI conde de Superunda (1834-1922) \| Alberto Manso de Velasco y Chaves VI conde de Superunda (1834-1922) \| Alberto Manso de Velasco y Chaves VI conde de Superunda (1834-1922) \| Alberto Manso de Velasco y Chaves VI conde de Superunda (1834-1922) \| Alberto Manso de Velasco y Chaves VI conde de Superunda (1834-1922) \| \| \| Susana Manso de Velasco Salazar (1842- ¿? ) \| Susana Manso de Velasco Salazar (1842- ¿? ) \| Susana Manso de Velasco Salazar (1842- ¿? ) \| Susana Manso de Velasco Salazar (1842- ¿? ) \| Susana Manso de Velasco Salazar (1842- ¿? ) \| Susana Manso de Velasco Salazar (1842- ¿? ) \| \| \| María Jesús Jusué y Paternina VII marquesa de Terán (1827-1867) \| María Jesús Jusué y Paternina VII marquesa de Terán (1827-1867) \| María Jesús Jusué y Paternina VII marquesa de Terán (1827-1867) \| María Jesús Jusué y Paternina VII marquesa de Terán (1827-1867) \| María Jesús Jusué y Paternina VII marquesa de Terán (1827-1867) \| María Jesús Jusué y Paternina VII marquesa de Terán (1827-1867) \| \| \| \| \| \| \| \| \| \| \| \| \| \| \| \| \| \| \| \| \| \| \| \| \| \| \| \| \| \| \| \| \| \| \| \| \| \| \| \| José Ignacio Manso de Velasco y Chaves V conde de Superunda (1828-1895) \| José Ignacio Manso de Velasco y Chaves V conde de Superunda (1828-1895) \| José Ignacio Manso de Velasco y Chaves V conde de Superunda (1828-1895) \| José Ignacio Manso de Velasco y Chaves V conde de Superunda (1828-1895) \| José Ignacio Manso de Velasco y Chaves V conde de Superunda (1828-1895) \| José Ignacio Manso de Velasco y Chaves V conde de Superunda (1828-1895) \| \| \| Alberto Manso de Velasco y Chaves VI conde de Superunda (1834-1922) \| Alberto Manso de Velasco y Chaves VI conde de Superunda (1834-1922) \| Alberto Manso de Velasco y Chaves VI conde de Superunda (1834-1922) \| Alberto Manso de Velasco y Chaves VI conde de Superunda (1834-1922) \| Alberto Manso de Velasco y Chaves VI conde de Superunda (1834-1922) \| Alberto Manso de Velasco y Chaves VI conde de Superunda (1834-1922) \| \| \| Susana Manso de Velasco Salazar (1842- ¿? ) \| Susana Manso de Velasco Salazar (1842- ¿? ) \| Susana Manso de Velasco Salazar (1842- ¿? ) \| Susana Manso de Velasco Salazar (1842- ¿? ) \| Susana Manso de Velasco Salazar (1842- ¿? ) \| Susana Manso de Velasco Salazar (1842- ¿? ) \| \| \| María Jesús Jusué y Paternina VII marquesa de Terán (1827-1867) \| María Jesús Jusué y Paternina VII marquesa de Terán (1827-1867) \| María Jesús Jusué y Paternina VII marquesa de Terán (1827-1867) \| María Jesús Jusué y Paternina VII marquesa de Terán (1827-1867) \| María Jesús Jusué y Paternina VII marquesa de Terán (1827-1867) \| María Jesús Jusué y Paternina VII marquesa de Terán (1827-1867) \| \| \| \| \| \| \| \| \| \| \| \| \| \| \| \| \| \| \| \| \| \| \| \| \| \| \| \| \| \| \| \| \| \| \| \| \| \| \| \| \| \| \| \| \| \| \| \| \| \| \| \| \| \| \| \| Ignacio Gortázar y Manso de Velasco VII conde de Superunda (1881-1971) \| Ignacio Gortázar y Manso de Velasco VII conde de Superunda (1881-1971) \| Ignacio Gortázar y Manso de Velasco VII conde de Superunda (1881-1971) \| Ignacio Gortázar y Manso de Velasco VII conde de Superunda (1881-1971) \| Ignacio Gortázar y Manso de Velasco VII conde de Superunda (1881-1971) \| Ignacio Gortázar y Manso de Velasco VII conde de Superunda (1881-1971) \| \| \| María Paternina y Jusué ( ¿? -1891) \| María Paternina y Jusué ( ¿? -1891) \| María Paternina y Jusué ( ¿? -1891) \| María Paternina y Jusué ( ¿? -1891) \| María Paternina y Jusué ( ¿? -1891) \| María Paternina y Jusué ( ¿? -1891) \| \| \| \| \| \| \| \| \| \| \| \| \| \| \| \| \| \| \| \| \| \| \| \| \| \| \| \| \| \| \| \| \| \| \| \| \| \| \| \| \| \| \| \| \| \| \| \| \| \| \| \| \| \| \| \| Ignacio Gortázar y Manso de Velasco VII conde de Superunda (1881-1971) \| Ignacio Gortázar y Manso de Velasco VII conde de Superunda (1881-1971) \| Ignacio Gortázar y Manso de Velasco VII conde de Superunda (1881-1971) \| Ignacio Gortázar y Manso de Velasco VII conde de Superunda (1881-1971) \| Ignacio Gortázar y Manso de Velasco VII conde de Superunda (1881-1971) \| Ignacio Gortázar y Manso de Velasco VII conde de Superunda (1881-1971) \| \| \| María Paternina y Jusué ( ¿? -1891) \| María Paternina y Jusué ( ¿? -1891) \| María Paternina y Jusué ( ¿? -1891) \| María Paternina y Jusué ( ¿? -1891) \| María Paternina y Jusué ( ¿? -1891) \| María Paternina y Jusué ( ¿? -1891) \| \| \| \| \| \| \| \| \| \| \| \| \| \| \| \| \| \| \| \| \| \| \| \| \| \| \| \| \| \| \| \| \| \| \| \| \| \| \| \| \| \| \| \| \| \| \| \| \| \| \| \| \| \| \| \| Manuel María Gortázar y Landecho VIII conde de Superunda (1909-1994) \| Manuel María Gortázar y Landecho VIII conde de Superunda (1909-1994) \| Manuel María Gortázar y Landecho VIII conde de Superunda (1909-1994) \| Manuel María Gortázar y Landecho VIII conde de Superunda (1909-1994) \| Manuel María Gortázar y Landecho VIII conde de Superunda (1909-1994) \| Manuel María Gortázar y Landecho VIII conde de Superunda (1909-1994) \| \| \| Eduardo Groizard y Paternina VII conde de Superunda (anulado) (1890-1970) \| Eduardo Groizard y Paternina VII conde de Superunda (anulado) (1890-1970) \| Eduardo Groizard y Paternina VII conde de Superunda (anulado) (1890-1970) \| Eduardo Groizard y Paternina VII conde de Superunda (anulado) (1890-1970) \| Eduardo Groizard y Paternina VII conde de Superunda (anulado) (1890-1970) \| Eduardo Groizard y Paternina VII conde de Superunda (anulado) (1890-1970) \| \| \| \| \| \| \| \| \| \| \| \| \| \| \| \| \| \| \| \| \| \| \| \| \| \| \| \| \| \| \| \| \| \| \| \| \| \| \| \| \| \| \| \| \| \| \| \| \| \| \| \| \| \| \| \| Manuel María Gortázar y Landecho VIII conde de Superunda (1909-1994) \| Manuel María Gortázar y Landecho VIII conde de Superunda (1909-1994) \| Manuel María Gortázar y Landecho VIII conde de Superunda (1909-1994) \| Manuel María Gortázar y Landecho VIII conde de Superunda (1909-1994) \| Manuel María Gortázar y Landecho VIII conde de Superunda (1909-1994) \| Manuel María Gortázar y Landecho VIII conde de Superunda (1909-1994) \| \| \| Eduardo Groizard y Paternina VII conde de Superunda (anulado) (1890-1970) \| Eduardo Groizard y Paternina VII conde de Superunda (anulado) (1890-1970) \| Eduardo Groizard y Paternina VII conde de Superunda (anulado) (1890-1970) \| Eduardo Groizard y Paternina VII conde de Superunda (anulado) (1890-1970) \| Eduardo Groizard y Paternina VII conde de Superunda (anulado) (1890-1970) \| Eduardo Groizard y Paternina VII conde de Superunda (anulado) (1890-1970) \| \| \| \| \| \| \| \| \| \| \| \| \| \| \| \| \| \| \| \| \| \| \| \| \| \| \| \| \| \| \| \| \| \| \| \| \| \| \| \| \| \| \| \| \| \| \| \| \| \| \| \| \| \| \| \| Ignacio María de Gortázar e Ybarra IX conde de Superunda (1933-2006) \| \| \| \| \| \| \| \| \| \| \| \| \| \| \| \| \| \| \| \| \| \| \| \| \| \| \| \| \| \| \| \| \| \| \| \| \| \| \| \| \| \| \| \| \| \| \| \| \| \| \| \| \| \| \| \| \| \| \| \| \| \| \| \| \| \| \| \| \| \| \| \| \| \| \| \| \| \| \| \| \| \| \| \| \| \| \| \| \| \| \| \| \| \| \| \| \| \| \| \| \| \| \| \| \| \| \| \| \| \| \| \| \| \| \| \| \| \| \| \| \| \| \| \| \| \| \| \| \| \| \| \| \| \| \| \| \| \| Gabriel María de Gortázar y Giménez X conde de Superunda (1966- ) \| \| \| \| \| \| \| \| \| \| \| \| \| \| \| \| \| \| \| \| \| \| \| \| \| \| \| \| \| \| \| \| \| \| \| \| |                                                                                       |                                                                                       |                                                                                       |                                                                                       |                                                                                       |  |  |                                                                                      |                                                                                      |                                                                                      |                                                                                      |                                                                                      |                                                                                      |  |  |                                                                         |                                                                         |                                                                         |                                                                         |                                                                         |                                                                         |  |  |                                                                     |                                                                     |                                                                     |                                                                     |                                                                     |                                                                     |  |  |                                                                        |                                                                        |                                                                        |                                                                        |                                                                        |                                                                        |  |  |                                                                           |                                                                           |                                                                           |                                                                           |                                                                           |                                                                           |  |  |  |  |  |  |  |  |  |  |  |  |  |  |  |  |  |  |  |  |  |  |
| Diego Sáenz Manso y Calderón (1622-1681) |                                                                                       |                                                                                       |                                                                                       |                                                                                       |                                                                                       |  |  |                                                                                      |                                                                                      |                                                                                      |                                                                                      |                                                                                      |                                                                                      |  |  |                                                                         |                                                                         |                                                                         |                                                                         |                                                                         |                                                                         |  |  |                                                                     |                                                                     |                                                                     |                                                                     |                                                                     |                                                                     |  |  |                                                                        |                                                                        |                                                                        |                                                                        |                                                                        |                                                                        |  |  |                                                                           |                                                                           |                                                                           |                                                                           |                                                                           |                                                                           |  |  |  |  |  |  |  |  |  |  |  |  |  |  |  |  |  |  |  |  |  |  |
| |                                                                                       |                                                                                       |                                                                                       |                                                                                       |                                                                                       |  |  |                                                                                      |                                                                                      |                                                                                      |                                                                                      |                                                                                      |                                                                                      |  |  |                                                                         |                                                                         |                                                                         |                                                                         |                                                                         |                                                                         |  |  |                                                                     |                                                                     |                                                                     |                                                                     |                                                                     |                                                                     |  |  |                                                                        |                                                                        |                                                                        |                                                                        |                                                                        |                                                                        |  |  |                                                                           |                                                                           |                                                                           |                                                                           |                                                                           |                                                                           |  |  |  |  |  |  |  |  |  |  |  |  |  |  |  |  |  |  |  |  |  |  |
| |                                                                                       |                                                                                       |                                                                                       |                                                                                       |                                                                                       |  |  |                                                                                      |                                                                                      |                                                                                      |                                                                                      |                                                                                      |                                                                                      |  |  |                                                                         |                                                                         |                                                                         |                                                                         |                                                                         |                                                                         |  |  |                                                                     |                                                                     |                                                                     |                                                                     |                                                                     |                                                                     |  |  |                                                                        |                                                                        |                                                                        |                                                                        |                                                                        |                                                                        |  |  |                                                                           |                                                                           |                                                                           |                                                                           |                                                                           |                                                                           |  |  |  |  |  |  |  |  |  |  |  |  |  |  |  |  |  |  |  |  |  |  |
| Diego Manso de Velasco y Torres (1653- ¿? ) | Diego Manso de Velasco y Torres (1653- ¿? )                                           | Diego Manso de Velasco y Torres (1653- ¿? )                                           | Diego Manso de Velasco y Torres (1653- ¿? )                                           | Diego Manso de Velasco y Torres (1653- ¿? )                                           | Diego Manso de Velasco y Torres (1653- ¿? )                                           |  |  |                                                                                      |                                                                                      |                                                                                      |                                                                                      |                                                                                      |                                                                                      |  |  |                                                                         |                                                                         |                                                                         |                                                                         |                                                                         |                                                                         |  |  |                                                                     |                                                                     |                                                                     |                                                                     |                                                                     |                                                                     |  |  |                                                                        |                                                                        |                                                                        |                                                                        |                                                                        |                                                                        |  |  | Catalina Sáenz Manso de Velasco y Torres ( ¿? - ¿? )                      | Catalina Sáenz Manso de Velasco y Torres ( ¿? - ¿? )                      | Catalina Sáenz Manso de Velasco y Torres ( ¿? - ¿? )                      | Catalina Sáenz Manso de Velasco y Torres ( ¿? - ¿? )                      | Catalina Sáenz Manso de Velasco y Torres ( ¿? - ¿? )                      | Catalina Sáenz Manso de Velasco y Torres ( ¿? - ¿? )                      |  |  |  |  |  |  |  |  |  |  |  |  |  |  |  |  |  |  |  |  |  |  |
| Diego Manso de Velasco y Torres (1653- ¿? ) | Diego Manso de Velasco y Torres (1653- ¿? )                                           | Diego Manso de Velasco y Torres (1653- ¿? )                                           | Diego Manso de Velasco y Torres (1653- ¿? )                                           | Diego Manso de Velasco y Torres (1653- ¿? )                                           | Diego Manso de Velasco y Torres (1653- ¿? )                                           |  |  |                                                                                      |                                                                                      |                                                                                      |                                                                                      |                                                                                      |                                                                                      |  |  |                                                                         |                                                                         |                                                                         |                                                                         |                                                                         |                                                                         |  |  |                                                                     |                                                                     |                                                                     |                                                                     |                                                                     |                                                                     |  |  |                                                                        |                                                                        |                                                                        |                                                                        |                                                                        |                                                                        |  |  | Catalina Sáenz Manso de Velasco y Torres ( ¿? - ¿? )                      | Catalina Sáenz Manso de Velasco y Torres ( ¿? - ¿? )                      | Catalina Sáenz Manso de Velasco y Torres ( ¿? - ¿? )                      | Catalina Sáenz Manso de Velasco y Torres ( ¿? - ¿? )                      | Catalina Sáenz Manso de Velasco y Torres ( ¿? - ¿? )                      | Catalina Sáenz Manso de Velasco y Torres ( ¿? - ¿? )                      |  |  |  |  |  |  |  |  |  |  |  |  |  |  |  |  |  |  |  |  |  |  |
| |                                                                                       |                                                                                       |                                                                                       |                                                                                       |                                                                                       |  |  |                                                                                      |                                                                                      |                                                                                      |                                                                                      |                                                                                      |                                                                                      |  |  |                                                                         |                                                                         |                                                                         |                                                                         |                                                                         |                                                                         |  |  |                                                                     |                                                                     |                                                                     |                                                                     |                                                                     |                                                                     |  |  |                                                                        |                                                                        |                                                                        |                                                                        |                                                                        |                                                                        |  |  |                                                                           |                                                                           |                                                                           |                                                                           |                                                                           |                                                                           |  |  |  |  |  |  |  |  |  |  |  |  |  |  |  |  |  |  |  |  |  |  |
| José Antonio Manso de Velasco y Sánchez de Samaniego I conde de Superunda (1688-1767) | José Antonio Manso de Velasco y Sánchez de Samaniego I conde de Superunda (1688-1767) | José Antonio Manso de Velasco y Sánchez de Samaniego I conde de Superunda (1688-1767) | José Antonio Manso de Velasco y Sánchez de Samaniego I conde de Superunda (1688-1767) | José Antonio Manso de Velasco y Sánchez de Samaniego I conde de Superunda (1688-1767) | José Antonio Manso de Velasco y Sánchez de Samaniego I conde de Superunda (1688-1767) |  |  | Diego Manso de Velasco y Sánchez de Samaniego (1685-1757)                            | Diego Manso de Velasco y Sánchez de Samaniego (1685-1757)                            | Diego Manso de Velasco y Sánchez de Samaniego (1685-1757)                            | Diego Manso de Velasco y Sánchez de Samaniego (1685-1757)                            | Diego Manso de Velasco y Sánchez de Samaniego (1685-1757)                            | Diego Manso de Velasco y Sánchez de Samaniego (1685-1757)                            |  |  |                                                                         |                                                                         |                                                                         |                                                                         |                                                                         |                                                                         |  |  |                                                                     |                                                                     |                                                                     |                                                                     |                                                                     |                                                                     |  |  |                                                                        |                                                                        |                                                                        |                                                                        |                                                                        |                                                                        |  |  | Ana María Robles Heredia y Sáenz Manso (1676- ¿? )                        | Ana María Robles Heredia y Sáenz Manso (1676- ¿? )                        | Ana María Robles Heredia y Sáenz Manso (1676- ¿? )                        | Ana María Robles Heredia y Sáenz Manso (1676- ¿? )                        | Ana María Robles Heredia y Sáenz Manso (1676- ¿? )                        | Ana María Robles Heredia y Sáenz Manso (1676- ¿? )                        |  |  |  |  |  |  |  |  |  |  |  |  |  |  |  |  |  |  |  |  |  |  |
| José Antonio Manso de Velasco y Sánchez de Samaniego I conde de Superunda (1688-1767) | José Antonio Manso de Velasco y Sánchez de Samaniego I conde de Superunda (1688-1767) | José Antonio Manso de Velasco y Sánchez de Samaniego I conde de Superunda (1688-1767) | José Antonio Manso de Velasco y Sánchez de Samaniego I conde de Superunda (1688-1767) | José Antonio Manso de Velasco y Sánchez de Samaniego I conde de Superunda (1688-1767) | José Antonio Manso de Velasco y Sánchez de Samaniego I conde de Superunda (1688-1767) |  |  | Diego Manso de Velasco y Sánchez de Samaniego (1685-1757)                            | Diego Manso de Velasco y Sánchez de Samaniego (1685-1757)                            | Diego Manso de Velasco y Sánchez de Samaniego (1685-1757)                            | Diego Manso de Velasco y Sánchez de Samaniego (1685-1757)                            | Diego Manso de Velasco y Sánchez de Samaniego (1685-1757)                            | Diego Manso de Velasco y Sánchez de Samaniego (1685-1757)                            |  |  |                                                                         |                                                                         |                                                                         |                                                                         |                                                                         |                                                                         |  |  |                                                                     |                                                                     |                                                                     |                                                                     |                                                                     |                                                                     |  |  |                                                                        |                                                                        |                                                                        |                                                                        |                                                                        |                                                                        |  |  | Ana María Robles Heredia y Sáenz Manso (1676- ¿? )                        | Ana María Robles Heredia y Sáenz Manso (1676- ¿? )                        | Ana María Robles Heredia y Sáenz Manso (1676- ¿? )                        | Ana María Robles Heredia y Sáenz Manso (1676- ¿? )                        | Ana María Robles Heredia y Sáenz Manso (1676- ¿? )                        | Ana María Robles Heredia y Sáenz Manso (1676- ¿? )                        |  |  |  |  |  |  |  |  |  |  |  |  |  |  |  |  |  |  |  |  |  |  |
| |                                                                                       |                                                                                       |                                                                                       |                                                                                       |                                                                                       |  |  |                                                                                      |                                                                                      |                                                                                      |                                                                                      |                                                                                      |                                                                                      |  |  |                                                                         |                                                                         |                                                                         |                                                                         |                                                                         |                                                                         |  |  |                                                                     |                                                                     |                                                                     |                                                                     |                                                                     |                                                                     |  |  |                                                                        |                                                                        |                                                                        |                                                                        |                                                                        |                                                                        |  |  |                                                                           |                                                                           |                                                                           |                                                                           |                                                                           |                                                                           |  |  |  |  |  |  |  |  |  |  |  |  |  |  |  |  |  |  |  |  |  |  |
| |                                                                                       |                                                                                       |                                                                                       |                                                                                       |                                                                                       |  |  | Diego Antonio Manso de Velasco y Crespo de Ortega II conde de Superunda (1723-17891) | Diego Antonio Manso de Velasco y Crespo de Ortega II conde de Superunda (1723-17891) | Diego Antonio Manso de Velasco y Crespo de Ortega II conde de Superunda (1723-17891) | Diego Antonio Manso de Velasco y Crespo de Ortega II conde de Superunda (1723-17891) | Diego Antonio Manso de Velasco y Crespo de Ortega II conde de Superunda (1723-17891) | Diego Antonio Manso de Velasco y Crespo de Ortega II conde de Superunda (1723-17891) |  |  |                                                                         |                                                                         |                                                                         |                                                                         |                                                                         |                                                                         |  |  |                                                                     |                                                                     |                                                                     |                                                                     |                                                                     |                                                                     |  |  | Félix José Antonio Manso de Velasco y Crespo de Ortega ( ¿? - ¿? )     | Félix José Antonio Manso de Velasco y Crespo de Ortega ( ¿? - ¿? )     | Félix José Antonio Manso de Velasco y Crespo de Ortega ( ¿? - ¿? )     | Félix José Antonio Manso de Velasco y Crespo de Ortega ( ¿? - ¿? )     | Félix José Antonio Manso de Velasco y Crespo de Ortega ( ¿? - ¿? )     | Félix José Antonio Manso de Velasco y Crespo de Ortega ( ¿? - ¿? )     |  |  | Juan Francisco Paternina y Robles-Medrano (1706- ¿? )                     | Juan Francisco Paternina y Robles-Medrano (1706- ¿? )                     | Juan Francisco Paternina y Robles-Medrano (1706- ¿? )                     | Juan Francisco Paternina y Robles-Medrano (1706- ¿? )                     | Juan Francisco Paternina y Robles-Medrano (1706- ¿? )                     | Juan Francisco Paternina y Robles-Medrano (1706- ¿? )                     |  |  |  |  |  |  |  |  |  |  |  |  |  |  |  |  |  |  |  |  |  |  |
| |                                                                                       |                                                                                       |                                                                                       |                                                                                       |                                                                                       |  |  | Diego Antonio Manso de Velasco y Crespo de Ortega II conde de Superunda (1723-17891) | Diego Antonio Manso de Velasco y Crespo de Ortega II conde de Superunda (1723-17891) | Diego Antonio Manso de Velasco y Crespo de Ortega II conde de Superunda (1723-17891) | Diego Antonio Manso de Velasco y Crespo de Ortega II conde de Superunda (1723-17891) | Diego Antonio Manso de Velasco y Crespo de Ortega II conde de Superunda (1723-17891) | Diego Antonio Manso de Velasco y Crespo de Ortega II conde de Superunda (1723-17891) |  |  |                                                                         |                                                                         |                                                                         |                                                                         |                                                                         |                                                                         |  |  |                                                                     |                                                                     |                                                                     |                                                                     |                                                                     |                                                                     |  |  | Félix José Antonio Manso de Velasco y Crespo de Ortega ( ¿? - ¿? )     | Félix José Antonio Manso de Velasco y Crespo de Ortega ( ¿? - ¿? )     | Félix José Antonio Manso de Velasco y Crespo de Ortega ( ¿? - ¿? )     | Félix José Antonio Manso de Velasco y Crespo de Ortega ( ¿? - ¿? )     | Félix José Antonio Manso de Velasco y Crespo de Ortega ( ¿? - ¿? )     | Félix José Antonio Manso de Velasco y Crespo de Ortega ( ¿? - ¿? )     |  |  | Juan Francisco Paternina y Robles-Medrano (1706- ¿? )                     | Juan Francisco Paternina y Robles-Medrano (1706- ¿? )                     | Juan Francisco Paternina y Robles-Medrano (1706- ¿? )                     | Juan Francisco Paternina y Robles-Medrano (1706- ¿? )                     | Juan Francisco Paternina y Robles-Medrano (1706- ¿? )                     | Juan Francisco Paternina y Robles-Medrano (1706- ¿? )                     |  |  |  |  |  |  |  |  |  |  |  |  |  |  |  |  |  |  |  |  |  |  |
| |                                                                                       |                                                                                       |                                                                                       |                                                                                       |                                                                                       |  |  |                                                                                      |                                                                                      |                                                                                      |                                                                                      |                                                                                      |                                                                                      |  |  |                                                                         |                                                                         |                                                                         |                                                                         |                                                                         |                                                                         |  |  |                                                                     |                                                                     |                                                                     |                                                                     |                                                                     |                                                                     |  |  |                                                                        |                                                                        |                                                                        |                                                                        |                                                                        |                                                                        |  |  |                                                                           |                                                                           |                                                                           |                                                                           |                                                                           |                                                                           |  |  |  |  |  |  |  |  |  |  |  |  |  |  |  |  |  |  |  |  |  |  |
| |                                                                                       |                                                                                       |                                                                                       |                                                                                       |                                                                                       |  |  | José María Manso de Velasco del Águila y Chaves III conde de Superunda (1757-1852)   | José María Manso de Velasco del Águila y Chaves III conde de Superunda (1757-1852)   | José María Manso de Velasco del Águila y Chaves III conde de Superunda (1757-1852)   | José María Manso de Velasco del Águila y Chaves III conde de Superunda (1757-1852)   | José María Manso de Velasco del Águila y Chaves III conde de Superunda (1757-1852)   | José María Manso de Velasco del Águila y Chaves III conde de Superunda (1757-1852)   |  |  | Joaquín Manso de Velasco del Águila y Chaves (1760-1796)                | Joaquín Manso de Velasco del Águila y Chaves (1760-1796)                | Joaquín Manso de Velasco del Águila y Chaves (1760-1796)                | Joaquín Manso de Velasco del Águila y Chaves (1760-1796)                | Joaquín Manso de Velasco del Águila y Chaves (1760-1796)                | Joaquín Manso de Velasco del Águila y Chaves (1760-1796)                |  |  |                                                                     |                                                                     |                                                                     |                                                                     |                                                                     |                                                                     |  |  | Mariano Antonio Manso de Velasco y Sánchez de Samaniego (1760-1834)    | Mariano Antonio Manso de Velasco y Sánchez de Samaniego (1760-1834)    | Mariano Antonio Manso de Velasco y Sánchez de Samaniego (1760-1834)    | Mariano Antonio Manso de Velasco y Sánchez de Samaniego (1760-1834)    | Mariano Antonio Manso de Velasco y Sánchez de Samaniego (1760-1834)    | Mariano Antonio Manso de Velasco y Sánchez de Samaniego (1760-1834)    |  |  | Manuel Francisco Paternina y Montoya señor de Fuenmayor (1772- ¿? )       | Manuel Francisco Paternina y Montoya señor de Fuenmayor (1772- ¿? )       | Manuel Francisco Paternina y Montoya señor de Fuenmayor (1772- ¿? )       | Manuel Francisco Paternina y Montoya señor de Fuenmayor (1772- ¿? )       | Manuel Francisco Paternina y Montoya señor de Fuenmayor (1772- ¿? )       | Manuel Francisco Paternina y Montoya señor de Fuenmayor (1772- ¿? )       |  |  |  |  |  |  |  |  |  |  |  |  |  |  |  |  |  |  |  |  |  |  |
| |                                                                                       |                                                                                       |                                                                                       |                                                                                       |                                                                                       |  |  | José María Manso de Velasco del Águila y Chaves III conde de Superunda (1757-1852)   | José María Manso de Velasco del Águila y Chaves III conde de Superunda (1757-1852)   | José María Manso de Velasco del Águila y Chaves III conde de Superunda (1757-1852)   | José María Manso de Velasco del Águila y Chaves III conde de Superunda (1757-1852)   | José María Manso de Velasco del Águila y Chaves III conde de Superunda (1757-1852)   | José María Manso de Velasco del Águila y Chaves III conde de Superunda (1757-1852)   |  |  | Joaquín Manso de Velasco del Águila y Chaves (1760-1796)                | Joaquín Manso de Velasco del Águila y Chaves (1760-1796)                | Joaquín Manso de Velasco del Águila y Chaves (1760-1796)                | Joaquín Manso de Velasco del Águila y Chaves (1760-1796)                | Joaquín Manso de Velasco del Águila y Chaves (1760-1796)                | Joaquín Manso de Velasco del Águila y Chaves (1760-1796)                |  |  |                                                                     |                                                                     |                                                                     |                                                                     |                                                                     |                                                                     |  |  | Mariano Antonio Manso de Velasco y Sánchez de Samaniego (1760-1834)    | Mariano Antonio Manso de Velasco y Sánchez de Samaniego (1760-1834)    | Mariano Antonio Manso de Velasco y Sánchez de Samaniego (1760-1834)    | Mariano Antonio Manso de Velasco y Sánchez de Samaniego (1760-1834)    | Mariano Antonio Manso de Velasco y Sánchez de Samaniego (1760-1834)    | Mariano Antonio Manso de Velasco y Sánchez de Samaniego (1760-1834)    |  |  | Manuel Francisco Paternina y Montoya señor de Fuenmayor (1772- ¿? )       | Manuel Francisco Paternina y Montoya señor de Fuenmayor (1772- ¿? )       | Manuel Francisco Paternina y Montoya señor de Fuenmayor (1772- ¿? )       | Manuel Francisco Paternina y Montoya señor de Fuenmayor (1772- ¿? )       | Manuel Francisco Paternina y Montoya señor de Fuenmayor (1772- ¿? )       | Manuel Francisco Paternina y Montoya señor de Fuenmayor (1772- ¿? )       |  |  |  |  |  |  |  |  |  |  |  |  |  |  |  |  |  |  |  |  |  |  |
| |                                                                                       |                                                                                       |                                                                                       |                                                                                       |                                                                                       |  |  |                                                                                      |                                                                                      |                                                                                      |                                                                                      |                                                                                      |                                                                                      |  |  | José María Manso de Velasco y Chaves IV conde de Superunda (1795-1862)  | José María Manso de Velasco y Chaves IV conde de Superunda (1795-1862)  | José María Manso de Velasco y Chaves IV conde de Superunda (1795-1862)  | José María Manso de Velasco y Chaves IV conde de Superunda (1795-1862)  | José María Manso de Velasco y Chaves IV conde de Superunda (1795-1862)  | José María Manso de Velasco y Chaves IV conde de Superunda (1795-1862)  |  |  |                                                                     |                                                                     |                                                                     |                                                                     |                                                                     |                                                                     |  |  | León Manso de Velasco y Munibe ( ¿? - ¿? )                             | León Manso de Velasco y Munibe ( ¿? - ¿? )                             | León Manso de Velasco y Munibe ( ¿? - ¿? )                             | León Manso de Velasco y Munibe ( ¿? - ¿? )                             | León Manso de Velasco y Munibe ( ¿? - ¿? )                             | León Manso de Velasco y Munibe ( ¿? - ¿? )                             |  |  | María Ángela Paternina y Gil-Delgado ( ¿? - ¿? )                          | María Ángela Paternina y Gil-Delgado ( ¿? - ¿? )                          | María Ángela Paternina y Gil-Delgado ( ¿? - ¿? )                          | María Ángela Paternina y Gil-Delgado ( ¿? - ¿? )                          | María Ángela Paternina y Gil-Delgado ( ¿? - ¿? )                          | María Ángela Paternina y Gil-Delgado ( ¿? - ¿? )                          |  |  |  |  |  |  |  |  |  |  |  |  |  |  |  |  |  |  |  |  |  |  |
| |                                                                                       |                                                                                       |                                                                                       |                                                                                       |                                                                                       |  |  |                                                                                      |                                                                                      |                                                                                      |                                                                                      |                                                                                      |                                                                                      |  |  | José María Manso de Velasco y Chaves IV conde de Superunda (1795-1862)  | José María Manso de Velasco y Chaves IV conde de Superunda (1795-1862)  | José María Manso de Velasco y Chaves IV conde de Superunda (1795-1862)  | José María Manso de Velasco y Chaves IV conde de Superunda (1795-1862)  | José María Manso de Velasco y Chaves IV conde de Superunda (1795-1862)  | José María Manso de Velasco y Chaves IV conde de Superunda (1795-1862)  |  |  |                                                                     |                                                                     |                                                                     |                                                                     |                                                                     |                                                                     |  |  | León Manso de Velasco y Munibe ( ¿? - ¿? )                             | León Manso de Velasco y Munibe ( ¿? - ¿? )                             | León Manso de Velasco y Munibe ( ¿? - ¿? )                             | León Manso de Velasco y Munibe ( ¿? - ¿? )                             | León Manso de Velasco y Munibe ( ¿? - ¿? )                             | León Manso de Velasco y Munibe ( ¿? - ¿? )                             |  |  | María Ángela Paternina y Gil-Delgado ( ¿? - ¿? )                          | María Ángela Paternina y Gil-Delgado ( ¿? - ¿? )                          | María Ángela Paternina y Gil-Delgado ( ¿? - ¿? )                          | María Ángela Paternina y Gil-Delgado ( ¿? - ¿? )                          | María Ángela Paternina y Gil-Delgado ( ¿? - ¿? )                          | María Ángela Paternina y Gil-Delgado ( ¿? - ¿? )                          |  |  |  |  |  |  |  |  |  |  |  |  |  |  |  |  |  |  |  |  |  |  |
| |                                                                                       |                                                                                       |                                                                                       |                                                                                       |                                                                                       |  |  |                                                                                      |                                                                                      |                                                                                      |                                                                                      |                                                                                      |                                                                                      |  |  |                                                                         |                                                                         |                                                                         |                                                                         |                                                                         |                                                                         |  |  |                                                                     |                                                                     |                                                                     |                                                                     |                                                                     |                                                                     |  |  |                                                                        |                                                                        |                                                                        |                                                                        |                                                                        |                                                                        |  |  |                                                                           |                                                                           |                                                                           |                                                                           |                                                                           |                                                                           |  |  |  |  |  |  |  |  |  |  |  |  |  |  |  |  |  |  |  |  |  |  |
| |                                                                                       |                                                                                       |                                                                                       |                                                                                       |                                                                                       |  |  |                                                                                      |                                                                                      |                                                                                      |                                                                                      |                                                                                      |                                                                                      |  |  | José Ignacio Manso de Velasco y Chaves V conde de Superunda (1828-1895) | José Ignacio Manso de Velasco y Chaves V conde de Superunda (1828-1895) | José Ignacio Manso de Velasco y Chaves V conde de Superunda (1828-1895) | José Ignacio Manso de Velasco y Chaves V conde de Superunda (1828-1895) | José Ignacio Manso de Velasco y Chaves V conde de Superunda (1828-1895) | José Ignacio Manso de Velasco y Chaves V conde de Superunda (1828-1895) |  |  | Alberto Manso de Velasco y Chaves VI conde de Superunda (1834-1922) | Alberto Manso de Velasco y Chaves VI conde de Superunda (1834-1922) | Alberto Manso de Velasco y Chaves VI conde de Superunda (1834-1922) | Alberto Manso de Velasco y Chaves VI conde de Superunda (1834-1922) | Alberto Manso de Velasco y Chaves VI conde de Superunda (1834-1922) | Alberto Manso de Velasco y Chaves VI conde de Superunda (1834-1922) |  |  | Susana Manso de Velasco Salazar (1842- ¿? )                            | Susana Manso de Velasco Salazar (1842- ¿? )                            | Susana Manso de Velasco Salazar (1842- ¿? )                            | Susana Manso de Velasco Salazar (1842- ¿? )                            | Susana Manso de Velasco Salazar (1842- ¿? )                            | Susana Manso de Velasco Salazar (1842- ¿? )                            |  |  | María Jesús Jusué y Paternina VII marquesa de Terán (1827-1867)           | María Jesús Jusué y Paternina VII marquesa de Terán (1827-1867)           | María Jesús Jusué y Paternina VII marquesa de Terán (1827-1867)           | María Jesús Jusué y Paternina VII marquesa de Terán (1827-1867)           | María Jesús Jusué y Paternina VII marquesa de Terán (1827-1867)           | María Jesús Jusué y Paternina VII marquesa de Terán (1827-1867)           |  |  |  |  |  |  |  |  |  |  |  |  |  |  |  |  |  |  |  |  |  |  |
| |                                                                                       |                                                                                       |                                                                                       |                                                                                       |                                                                                       |  |  |                                                                                      |                                                                                      |                                                                                      |                                                                                      |                                                                                      |                                                                                      |  |  | José Ignacio Manso de Velasco y Chaves V conde de Superunda (1828-1895) | José Ignacio Manso de Velasco y Chaves V conde de Superunda (1828-1895) | José Ignacio Manso de Velasco y Chaves V conde de Superunda (1828-1895) | José Ignacio Manso de Velasco y Chaves V conde de Superunda (1828-1895) | José Ignacio Manso de Velasco y Chaves V conde de Superunda (1828-1895) | José Ignacio Manso de Velasco y Chaves V conde de Superunda (1828-1895) |  |  | Alberto Manso de Velasco y Chaves VI conde de Superunda (1834-1922) | Alberto Manso de Velasco y Chaves VI conde de Superunda (1834-1922) | Alberto Manso de Velasco y Chaves VI conde de Superunda (1834-1922) | Alberto Manso de Velasco y Chaves VI conde de Superunda (1834-1922) | Alberto Manso de Velasco y Chaves VI conde de Superunda (1834-1922) | Alberto Manso de Velasco y Chaves VI conde de Superunda (1834-1922) |  |  | Susana Manso de Velasco Salazar (1842- ¿? )                            | Susana Manso de Velasco Salazar (1842- ¿? )                            | Susana Manso de Velasco Salazar (1842- ¿? )                            | Susana Manso de Velasco Salazar (1842- ¿? )                            | Susana Manso de Velasco Salazar (1842- ¿? )                            | Susana Manso de Velasco Salazar (1842- ¿? )                            |  |  | María Jesús Jusué y Paternina VII marquesa de Terán (1827-1867)           | María Jesús Jusué y Paternina VII marquesa de Terán (1827-1867)           | María Jesús Jusué y Paternina VII marquesa de Terán (1827-1867)           | María Jesús Jusué y Paternina VII marquesa de Terán (1827-1867)           | María Jesús Jusué y Paternina VII marquesa de Terán (1827-1867)           | María Jesús Jusué y Paternina VII marquesa de Terán (1827-1867)           |  |  |  |  |  |  |  |  |  |  |  |  |  |  |  |  |  |  |  |  |  |  |
| |                                                                                       |                                                                                       |                                                                                       |                                                                                       |                                                                                       |  |  |                                                                                      |                                                                                      |                                                                                      |                                                                                      |                                                                                      |                                                                                      |  |  |                                                                         |                                                                         |                                                                         |                                                                         |                                                                         |                                                                         |  |  |                                                                     |                                                                     |                                                                     |                                                                     |                                                                     |                                                                     |  |  | Ignacio Gortázar y Manso de Velasco VII conde de Superunda (1881-1971) | Ignacio Gortázar y Manso de Velasco VII conde de Superunda (1881-1971) | Ignacio Gortázar y Manso de Velasco VII conde de Superunda (1881-1971) | Ignacio Gortázar y Manso de Velasco VII conde de Superunda (1881-1971) | Ignacio Gortázar y Manso de Velasco VII conde de Superunda (1881-1971) | Ignacio Gortázar y Manso de Velasco VII conde de Superunda (1881-1971) |  |  | María Paternina y Jusué ( ¿? -1891)                                       | María Paternina y Jusué ( ¿? -1891)                                       | María Paternina y Jusué ( ¿? -1891)                                       | María Paternina y Jusué ( ¿? -1891)                                       | María Paternina y Jusué ( ¿? -1891)                                       | María Paternina y Jusué ( ¿? -1891)                                       |  |  |  |  |  |  |  |  |  |  |  |  |  |  |  |  |  |  |  |  |  |  |
| |                                                                                       |                                                                                       |                                                                                       |                                                                                       |                                                                                       |  |  |                                                                                      |                                                                                      |                                                                                      |                                                                                      |                                                                                      |                                                                                      |  |  |                                                                         |                                                                         |                                                                         |                                                                         |                                                                         |                                                                         |  |  |                                                                     |                                                                     |                                                                     |                                                                     |                                                                     |                                                                     |  |  | Ignacio Gortázar y Manso de Velasco VII conde de Superunda (1881-1971) | Ignacio Gortázar y Manso de Velasco VII conde de Superunda (1881-1971) | Ignacio Gortázar y Manso de Velasco VII conde de Superunda (1881-1971) | Ignacio Gortázar y Manso de Velasco VII conde de Superunda (1881-1971) | Ignacio Gortázar y Manso de Velasco VII conde de Superunda (1881-1971) | Ignacio Gortázar y Manso de Velasco VII conde de Superunda (1881-1971) |  |  | María Paternina y Jusué ( ¿? -1891)                                       | María Paternina y Jusué ( ¿? -1891)                                       | María Paternina y Jusué ( ¿? -1891)                                       | María Paternina y Jusué ( ¿? -1891)                                       | María Paternina y Jusué ( ¿? -1891)                                       | María Paternina y Jusué ( ¿? -1891)                                       |  |  |  |  |  |  |  |  |  |  |  |  |  |  |  |  |  |  |  |  |  |  |
| |                                                                                       |                                                                                       |                                                                                       |                                                                                       |                                                                                       |  |  |                                                                                      |                                                                                      |                                                                                      |                                                                                      |                                                                                      |                                                                                      |  |  |                                                                         |                                                                         |                                                                         |                                                                         |                                                                         |                                                                         |  |  |                                                                     |                                                                     |                                                                     |                                                                     |                                                                     |                                                                     |  |  | Manuel María Gortázar y Landecho VIII conde de Superunda (1909-1994)   | Manuel María Gortázar y Landecho VIII conde de Superunda (1909-1994)   | Manuel María Gortázar y Landecho VIII conde de Superunda (1909-1994)   | Manuel María Gortázar y Landecho VIII conde de Superunda (1909-1994)   | Manuel María Gortázar y Landecho VIII conde de Superunda (1909-1994)   | Manuel María Gortázar y Landecho VIII conde de Superunda (1909-1994)   |  |  | Eduardo Groizard y Paternina VII conde de Superunda (anulado) (1890-1970) | Eduardo Groizard y Paternina VII conde de Superunda (anulado) (1890-1970) | Eduardo Groizard y Paternina VII conde de Superunda (anulado) (1890-1970) | Eduardo Groizard y Paternina VII conde de Superunda (anulado) (1890-1970) | Eduardo Groizard y Paternina VII conde de Superunda (anulado) (1890-1970) | Eduardo Groizard y Paternina VII conde de Superunda (anulado) (1890-1970) |  |  |  |  |  |  |  |  |  |  |  |  |  |  |  |  |  |  |  |  |  |  |
| |                                                                                       |                                                                                       |                                                                                       |                                                                                       |                                                                                       |  |  |                                                                                      |                                                                                      |                                                                                      |                                                                                      |                                                                                      |                                                                                      |  |  |                                                                         |                                                                         |                                                                         |                                                                         |                                                                         |                                                                         |  |  |                                                                     |                                                                     |                                                                     |                                                                     |                                                                     |                                                                     |  |  | Manuel María Gortázar y Landecho VIII conde de Superunda (1909-1994)   | Manuel María Gortázar y Landecho VIII conde de Superunda (1909-1994)   | Manuel María Gortázar y Landecho VIII conde de Superunda (1909-1994)   | Manuel María Gortázar y Landecho VIII conde de Superunda (1909-1994)   | Manuel María Gortázar y Landecho VIII conde de Superunda (1909-1994)   | Manuel María Gortázar y Landecho VIII conde de Superunda (1909-1994)   |  |  | Eduardo Groizard y Paternina VII conde de Superunda (anulado) (1890-1970) | Eduardo Groizard y Paternina VII conde de Superunda (anulado) (1890-1970) | Eduardo Groizard y Paternina VII conde de Superunda (anulado) (1890-1970) | Eduardo Groizard y Paternina VII conde de Superunda (anulado) (1890-1970) | Eduardo Groizard y Paternina VII conde de Superunda (anulado) (1890-1970) | Eduardo Groizard y Paternina VII conde de Superunda (anulado) (1890-1970) |  |  |  |  |  |  |  |  |  |  |  |  |  |  |  |  |  |  |  |  |  |  |
| |                                                                                       |                                                                                       |                                                                                       |                                                                                       |                                                                                       |  |  |                                                                                      |                                                                                      |                                                                                      |                                                                                      |                                                                                      |                                                                                      |  |  |                                                                         |                                                                         |                                                                         |                                                                         |                                                                         |                                                                         |  |  |                                                                     |                                                                     |                                                                     |                                                                     |                                                                     |                                                                     |  |  | Ignacio María de Gortázar e Ybarra IX conde de Superunda (1933-2006)   |                                                                        |                                                                        |                                                                        |                                                                        |                                                                        |  |  |                                                                           |                                                                           |                                                                           |                                                                           |                                                                           |                                                                           |  |  |  |  |  |  |  |  |  |  |  |  |  |  |  |  |  |  |  |  |  |  |
| |                                                                                       |                                                                                       |                                                                                       |                                                                                       |                                                                                       |  |  |                                                                                      |                                                                                      |                                                                                      |                                                                                      |                                                                                      |                                                                                      |  |  |                                                                         |                                                                         |                                                                         |                                                                         |                                                                         |                                                                         |  |  |                                                                     |                                                                     |                                                                     |                                                                     |                                                                     |                                                                     |  |  |                                                                        |                                                                        |                                                                        |                                                                        |                                                                        |                                                                        |  |  |                                                                           |                                                                           |                                                                           |                                                                           |                                                                           |                                                                           |  |  |  |  |  |  |  |  |  |  |  |  |  |  |  |  |  |  |  |  |  |  |
| |                                                                                       |                                                                                       |                                                                                       |                                                                                       |                                                                                       |  |  |                                                                                      |                                                                                      |                                                                                      |                                                                                      |                                                                                      |                                                                                      |  |  |                                                                         |                                                                         |                                                                         |                                                                         |                                                                         |                                                                         |  |  |                                                                     |                                                                     |                                                                     |                                                                     |                                                                     |                                                                     |  |  | Gabriel María de Gortázar y Giménez X conde de Superunda (1966- )      |                                                                        |                                                                        |                                                                        |                                                                        |                                                                        |  |  |                                                                           |                                                                           |                                                                           |                                                                           |                                                                           |                                                                           |  |  |  |  |  |  |  |  |  |  |  |  |  |  |  |  |  |  |  |  |  |  |